# Held van de Arbeid van de Koreaanse Democratische Volksrepubliek

De Held van de Arbeid van de Koreaanse Democratische Volksrepubliek (Koreaans: 조선민주주의인민공화국의 로력영웅 , Loyok Yongung), werd ingesteld op 17 juli 1951. De onderscheiding is een vrije nabootsing van de Russische Orde van de Held van de Socialistische Arbeid. Ook de in de voormalige Sovjet-Unie gebruikelijke korte benaming van "Medaille van de Gouden Ster" werd in Noord-Korea gebruikt.
De onderscheiding is een tienpuntige ster met gouden stralen aan een klein rood lint met twee gele strepen en gouden gespen aan boven- en onderzijde. In het midden van de ster is een gouden vijfpuntige ster op een rond wit medaillon uitgespaard. Op deze ster zijn een hamer en een sikkel geplaatst zoals dat ook in de Sovjet-Unie het geval was.
De onderscheiding wordt voor efficiënt werk en verdienste in een bedrijfstak toegekend.